# Négrondes
Négrondes é uma comuna francesa na região administrativa da Nova Aquitânia, no departamento Dordonha. Estende-se por uma área de 20,12 km². Em 2010 a comuna tinha 807 habitantes (densidade: 40,1 hab./km²).